# Миленко Павлов
Миленко Павлов (Српска Црња, 8. април 1950) српски је глумац.

## Биографија
Рођен је 8. априла 1950. године у Српској Црњи. У шестом разреду основне школе први пут стао је на позорницу. 
Он је после завршеног заната за прецизног механичара почео да похађа Зрењанински драмски студио и завршио на факултету драмских уметности у Београду. На телевизији је дебитовао у серији Приповедања Радоја Домановића, 1979. године.
Једна од најпознатијих улога му је улога Радојице Илића у ТВ серији Срећни људи (1993 — 1996).
Добитник је бројних домаћих и иностраних признања на пољу уметности и за хуманитарни рад.

## Награде
- 2008: Фестивал балканске комедије — Најбољи комичар у 2008.
- 2008: Награда Радоје Домановић — За допринос сатири
- 2009: Награда Златни Витез — Свеславенски фестивал у Москви
- 2009: Најбоља монодрама — Фестивал у Сарајеву

## Улоге
| Год.       | Назив                                          | Улога                                 |
| ---------- | ---------------------------------------------- | ------------------------------------- |
| 1970-е     |                                                |                                       |
| 1975.      | Синови                                         | Бранислав                             |
| 1979.      | Приповедања Радоја Домановића (серија)         | Војник/Срески економ-Јован Сретеновић |
| 1979.      | Осма офанзива                                  | Милиционер                            |
| 1980-е     |                                                |                                       |
| 1981.      | Последњи чин                                   | Србобран Меденица                     |
| 1981.      | 500 када                                       |                                       |
| 1981.      | Светозар Марковић                              |                                       |
| 1981.      | Зелени кабаре                                  |                                       |
| 1982.      | Шпанац (серија)                                | Војник краљеве војске                 |
| 1982.      | Бунар (кратки филм)                            |                                       |
| 1982.      | Паштровски витез                               | Кањош Мацедоновић                     |
| 1982.      | Докторка на селу                               |                                       |
| 1982.      | Лукицијада (ТВ серија)                         |                                       |
| 1983.      | Још овај пут                                   | Пијанац који повраћа                  |
| 1983.      | Дани Авној—а                                   |                                       |
| 1983.      | Љубавно писмо (ТВ)                             |                                       |
| 1984.      | Варљиво лето '68                               | пијанац који пева на станици          |
| 1984.      | Варљиво лето ’68 (ТВ серија)                   | пијанац који пева на станици          |
| 1984.      | Шта је с тобом, Нина                           | младожења                             |
| 1984.      | Супермаркет (серија)                           |                                       |
| 1984.      | Позориште у кући 5                             | Бранкицин момак                       |
| 1984.      | Бањица                                         | војник                                |
| 1985.      | Јелисаветини љубавни јади                      | Милован                               |
| 1985.      | Хумористички клуб                              |                                       |
| 1985.      | Црвена барака                                  |                                       |
| 1985.      | Разбибрига                                     |                                       |
| 1986.      | Смешне и друге приче                           | Милован                               |
| 1986.      | Одлазак ратника, повратак маршала              |                                       |
| 1986.      | Медвед 007                                     |                                       |
| 1986.      | Вртешка (ТВ)                                   |                                       |
| 1987.      | Видим ти лађу на крају пута                    | Раде                                  |
| 1987.      | Сазвежђе белог дуда                            | Ђура                                  |
| 1987.      | Луталица                                       |                                       |
| 1987.      | Бољи живот                                     | Музикант                              |
| 1987.      | И то се зове срећа                             | Вуле                                  |
| 1988.      | Шпијун на штиклама                             | Паја Певац                            |
| 1988.      | Сентиментална прича                            | Славко                                |
| 1988.      | Руди                                           |                                       |
| 1988.      | Четрдесет осма — Завера и издаја (мини-серија) | Милицајац                             |
| 1988.      | Вук Караџић                                    |                                       |
| 1988.      | Балкан експрес 2                               | Немачки наредник                      |
| 1989.      | Мистер Долар                                   | Јован Тодоровић „Жан“                 |
| 1989.      | Епепељуга (ТВ)                                 |                                       |
| 1989.      | Рањеник                                        | Стојан                                |
| 1989.      | Другарица министарка                           |                                       |
| 1989.      | Хајде да се волимо 2                           |                                       |
| 1989.      | Балкан експрес 2                               | Немачки наредник                      |
| 1990-е     |                                                |                                       |
| 1990.      | Јастук гроба мог                               | Конобар Гамбини                       |
| 1990.      | Покојник                                       | Анта Милосављевић                     |
| 1991.      | Секула се опет жени                            |                                       |
| 1991.      | Смрт госпође Министарке                        | Јован Јоца Танић                      |
| 1992.      | Секула невино оптужен                          |                                       |
| 1993.      | Рај                                            | Пишта, берберин                       |
| 1993−1994. | Срећни људи                                    | Радојица Илић                         |
| 1995.      | Крај династије Обреновић                       | Бранислав Нушић                       |
| 1995.      | Отворена врата                                 | Живојин Грујичић                      |
| 1996.      | Мали кућни графити (серија)                    | продавац среће                        |
| 1996.      | Ћао инспекторе 6                               | Полицајац                             |
| 1996.      | Срећни људи 2                                  | Радојица Илић                         |
| 2000-е     |                                                |                                       |
| 2001.      | Буди фин                                       |                                       |
| 2003.      | Baby                                           |                                       |
| 2006.      | Стижу долари                                   | Правдољуб Бабић                       |
| 2006.      | Реконвалесценти                                | Стеван - поручник                     |
| 2005−2006. | Љубав, навика, паника                          | Мића Илић                             |
| 2006−2007. | Агенција за СИС                                | Сотир                                 |
| 2007.      | Кафаница близу СИС-а                           | Сотир                                 |
| 2010-е     |                                                |                                       |
| 2011.      | Краљ лавова                                    | Рафики                                |
| 2011−2012. | Бела Лађа                                      | Пикиљић                               |
| 2016.      | Село гори, а баба се чешља (ТВ серија)         | Неранџић                              |
| 2017.      | Мамини синови                                  | Лазар                                 |
| 2017−2019. | Пси лају, ветар носи                           | Гостимир                              |
| 2019.      | Нек иде живот                                  | Миша                                  |
| 2020-е     |                                                |                                       |
| 2021.      | Камионџије д. о. о.                            | адвокат Пантић                        |
| 2021.      | Дођи јуче                                      | Минчић                                |
| 2021−2022. | Коло среће (ТВ серија)                         | Душан Јаковљевић                      |
| 2023.      | Залив                                          |                                       |